# Marie-Louise du Verdier de La Sorinière
Pour les articles homonymes, voir Mesdemoiselles de La Sorinière.
Marie-Louise du Verdier de La Sorinière  née le 27 juin 1765 au château de la Sorinière (province d'Anjou dans le royaume de France) et morte le 10 février 1794 à Avrillé (Maine-et-Loire) est une noble française du diocèse d'Angers. Martyre d'Angers à l'époque de la Révolution française, elle figure parmi plus de 2 000 victimes guillotinées à Angers et fusillées à Avrillé. Elle est déclarée honorable par le pape Jean-Paul II le 9 juin 1983 et bienheureuse le 19 février 1984 lors d'une célébration au Vatican.

## Contexte historique
Le 17 octobre 1793, l'armée vendéenne vaincue à la bataille de Cholet est acculée dans cette même ville ; elle reflue vers la Loire et s'empresse de la traverser à Saint-Florent-le-Vieil pour rejoindre les autres troupes royalistes au nord du fleuve, entamant la virée de Galerne. Le 3 décembre, l'armée catholique et royale se présente devant les murs d'Angers, elle se retire le 6 décembre. La République de l'An I continue son entreprise d'asservissement de la Vendée. Les colonnes infernales du général Turreau font des ravages, elles massacrent de janvier 1794 à mai 1794.
À Angers, dirigés par les représentants en mission Nicolas Hentz et Adrien Francastel, les prisonniers, hommes et femmes, passent en jugement sommaire devant les commissions militaires. Ils sont guillotinés sur la place du Ralliement (place Saint-Maurille avant le 23 avril 1793) ou fusillés dans un champ désert de la ferme Desvallois (du nom du propriétaire « patriote » de la Société de l'Ouest).

## Biographie

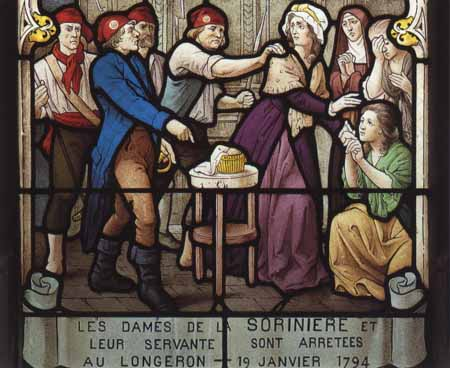
Arrestation des Dames de la Sorinière dans leur propriété du Champ-Blanc (vitrail de l'église Saint-Pierre de Chemillé).

Marie Louise Cunégonde du Verdier de La Sorinière naît le 27 juin 1765 au château de la Sorinière ; elle est la fille d'Henri du Verdier de la Sorinière, marquis du Verdier seigneur de Paligny et de La Sorinière (1725-1790) et de Marie de La Dive de la Davière,(1723-1794). Ils se marient le 1er mai 1753 au Longeron et ils ont dix enfants dont sept sont encore vivants en 1793,
Lorsque la Révolution survient, Marie-Louise se réfugie avec sa mère Mme de La Sorinière (Marie de La Dive), sa tante Rosalie-Celeste et sa sœur Catherine Perrine Aimé dans leur propriété du Champ-Blanc au Longeron. Les dames de la Sorinière ne sont pas inquiétées, tant que l'armée vendéenne est dans la région (de mars à octobre 1793). Elles exercent la charité et l'hospitalité envers les insurgés ; M. Grolleau, curé du Longeron et son vicaire M. Leroy résident alors avec elles.
Dénoncées par le citoyen Lefort, elles comparaissent le 20 janvier à Cholet devant le Comité révolutionnaire. Il est procédé à leurs interrogatoires, d'où il ressort pour Marie-Louise les principaux faits reprochés : avoir logé des insurgés et ne pas être allée à la messe du prêtre jureur de la paroisse du Longeron :

- « Mlle Marie-Louise du Verdier de la Sorinière, 28 ans, avez-vous logé chez vous des brigands, des chefs de leurs armées ou des prêtres réfractaires ? »

- « Nous avons reçu ceux qui y sont venus et leur avons donné à manger. Il n'était pas possible de ne pas les recevoir ».

- « Alliez-vous à la messe des prêtres qui avaient prêté le serment ? ».

- « Non, le prêtre assermenté ne l'a dite qu'une fois ».
Elle est interrogée de nouveau le 6 février et atteste les mêmes déclarations que sa sœur aînée Catherine, à savoir que l'abbé Grolleau avait bien ses habitudes à la Sorinière. Les commissaires-recenseurs (Hudoux et Vacheron) inscrivent alors la redoutable lettre F pour fusillée,
Le 10 février des chants retentissent des prisons nationales, puis on assemble les condamnés deux par deux à la chaîne. Soixante dix-huit personnes forment le convoi. Les demoiselles de la Sorinière font entendre leurs plus beaux cantiques, litanies, psaumes et hymnes . Deux faits quant à Marie-Louise du Verdier de La Sorinière vont alors marquer la mémoire des Angevins et Angevines : le premier, est la pelisse qu'elle retire de ses épaules pour couvrir une mendiante qui s'approchait du cortège, rue Boisnet à Angers ; le second a également touché ses contemporains (rapporté par Gaston de Cacqueray cité par Victor Godard-Faultrier) : Marie-Louise était d'une très grande beauté, elle était connue dans sa famille sous le surnom de la belle Lisette ; un officier républicain s'approcha d'elle et le dialogue suivant aurait eu lieu :

- Si vous voulez m'épouser  je vous sauverai.

- Sauverez-vous ma mère et ma sœur ?

- Je ne le puis !

- Alors laissez moi mourir, j'aime mieux la couronne du martyre que votre amour.
Marie-Louise du Verdier de La Sorinière est fusillée le 10 février 1794 dans le champ de la ferme Desvallois.

## Mémoire et béatification
Dom Joseph Roux, chanoine régulier de Latran publie en 1898 dans ses Souvenirs du bocage vendéen un poème en alexandrins consacré à  Marie-Louise du Verdier de La Sorinière,
L'église Saint-Pierre de Chemillé, dans la partie haute de sa nef à gauche garde le souvenir des dames de la Sorinière : un vitrail représente l'arrestation au Longeron, de Marie de La Dive de La Davière, ses filles Marie-Louise et Catherine et sa belle-sœur Rosalie.
Le 24 février 1905 Joseph Rumeau, évêque d'Angers, introduit la cause d'un certain nombre de victimes mises à mort en haine de la foi et de l'Église catholique, Noël Pinot est alors béatifié. Plus de 40 ans après, en 1949, le journal La Croix publie les noms proposés pour la béatification. En 1951 le procès est ouvert et le chanoine Tricoire, archiviste diocésain est chargé du procès de béatification qui aboutit le 9 juin 1983 à un décret. La béatification est célébrée le 19 février 1984 au Vatican devant des milliers de fidèles venus de l'Ouest,.

## Fête et mémoire liturgique
- 10 février[12] et 1er février (fêtes locales) [13]